# Roger Ducos
Pour les articles homonymes, voir Ducos.
Pierre-Roger Ducos, né le 25 juillet 1747 à Montfort-en-Chalosse dans les Landes, et mort le 16 mars 1816 à Ulm, est un homme politique français. Au début du Consulat, il est le 3e consul de France après Napoléon Bonaparte et Emmanuel-Joseph Sieyès. Il est ensuite comte de l'Empire.

## Biographie

### Famille et vie privée
Pierre Roger Ducos est le fils de Philibert Ducos (1713-1771), notaire royal et procureur au sénéchal et présidial de Montfort-en-Chalosse,, et de Jeanne-Marie Leclercq (1716-1775). Il est notamment le frère de Nicolas Ducos (1756-1823), général et baron d'Empire.
Il se marie avec Marthe de Tachoires le 21 février 1775. Il aura avec elle une postérité, dont Jean-Jacques Roger, comte Ducos (1784-1862).

### Sous la Révolution
Étudiant en droit à Toulouse.
Roger Ducos a 42 ans quand commence la Révolution. Il contribue à la rédaction des cahiers de doléances de la ville de Dax, ville voisine de son village natal. Il est élu procureur de la Commune de Dax et juge de Paix. Élu à la Convention par le département des Landes, il vote la mort sans conditions de Louis XVI, est absent au vote sur la mise en accusation de Marat et vote contre le rétablissement de la Commission des Douze.
Le 17 pluviôse an II (5 février 1794), il intervient pour clore les débats sur l'abolition de l'esclavage entamés la veille. Il demande et obtient que l'esclavage puisse être également aboli aux Antilles sur le sol des pays en guerre avec la France - Angleterre, Pays-Bas, Espagne- conquises par la France. Il est envoyé en mission en l'an III dans le Nord et dans l'Aisne.

### Sous le Directoire
Il est réélu au Conseil des Anciens en 1795 et 1798 mais cette dernière élection est annulée lors du coup d'État du 30 prairial an VII (18 juin 1799). Il est nommé Directeur, appuyé par Paul Barras et Emmanuel-Joseph Sieyès. Il participe avec ce dernier au coup d'État du 18 brumaire (9 novembre 1799).

### Sous le Consulat
Aussi est-il nommé consul provisoire (avec Napoléon Bonaparte et Emmanuel-Joseph Sieyès). Lorsque le consulat provisoire est remplacé par les trois consuls définitifs (Napoléon Bonaparte, Jean-Jacques-Régis de Cambacérès et Charles-François Lebrun), Roger Ducos est nommé au Sénat conservateur et en devient le vice-président.

### Sous le Premier Empire
Propriétaire du château d'Amboise, il en fait détruire la plus grande partie. En 1808, il est fait comte de l'Empire. Néanmoins, il vote en 1814 la déposition de Napoléon Ier. Exilé en 1816 comme régicide, il part en Allemagne et meurt dans un accident de voiture, près d'Ulm le 16 mars 1816.

### Postérité
Une place et un passage à Dax, une place à Narrosse et une rue à Morcenx-la-Nouvelle portent son nom.

## Titres
- Comte Ducos et de l'Empire (lettres patentes de mai 1808, Bayonne) ;
- Pair de France :
  - 2 juin 1815 (Cent-Jours).

## Distinctions
- Légion d'honneur :
  - Légionnaire (9 vendémiaire an XII (2 octobre 1803) ;
  - Grand officier de la Légion d'honneur (25 prairial an XII (14 juin 1804).
- Grand-croix de l'Ordre de la Réunion.

## Armoiries
| Figure | Blasonnement |
|        | Armes du 1er comte Ducos et de l'Empire D'or, à l'acacia robinier de sinople terrassé de sable, deux étoiles de gueules, l'une sur l'autre, placées à dextre et à sénestre de la cime de l'arme ; franc-quartier des comtes sénateurs., - Livrées : jaune, rouge, bleu, verd dans le galon seulement. |

## Fiction
Le rôle de Roger Ducos est interprété par l'acteur Benedict Martin dans le film Napoléon, sorti en 2023.